# Kruh
Kruh är en ort i Tjeckien. Den ligger i den norra delen av landet, 90 km nordost om huvudstaden Prag. Kruh ligger 427 meter över havet och antalet invånare är 498.
Terrängen runt Kruh är platt åt sydost, men åt nordväst är den kuperad.Runt Kruh är det ganska tätbefolkat, med 100 invånare per kvadratkilometer. Närmaste större samhälle är Jičín, 16,9 km sydväst om Kruh. Omgivningarna runt Kruh är en mosaik av jordbruksmark och naturlig växtlighet.